# Téo et Téa
Albums de Jean-Michel Jarre
The Symphonic Jean Michel Jarre
(2006) Oxygène: New Master Recording
(2007)
Téo et Téa est le seizième album studio de Jean-Michel Jarre sorti le 26 mars 2007. Il s'agit d'un album concept qui narre, sous forme musicale, un jour dans la vie de Téo et Téa, leur rencontre et leur amour.

## Liste des pistes
| No  | Titre               | Durée |
| --- | ------------------- | ----- |
| 1.  | Fresh News          | 2:44  |
| 2.  | Téo & Téa           | 3:29  |
| 3.  | Beautiful Agony     | 4:40  |
| 4.  | Touch to Remember   | 6:09  |
| 5.  | Ok, Do It Fast      | 3:25  |
| 6.  | Partners in Crime 1 | 3:38  |
| 7.  | Partners in Crime 2 | 3:35  |
| 8.  | Chatterbox          | 2:16  |
| 9.  | In the Mood for You | 4:20  |
| 10. | Gossip              | 2:11  |
| 11. | Vintage             | 3:06  |
| 12. | Melancholic Rodeo   | 3:51  |
| 13. | Téo & Téa - 4:00 AM | 7:06  |

## Collaboration et instruments utilisés
- Jean Michel Jarre (claviers, synthétiseurs, tambour et voix (Vocoder-filtered) dans le titre "In the Mood for You"): Korg Radias, Moog Voyager, Roland MC-808, Roland Fantom-X-8, Roland V-Synth, Access Virus, SH-201, Alesis Andromeda, Pro Tools HD3
- Claude Samard (cordes, guitares, programmation): Cubase, Digital Performer, cordes Halion, Absynth, guitares Lâg, Pro Tools HD3
- Francis Rimbert (claviers et synthétiseurs): Roland Fantom-X-8, V-Synth, ProTools digi 02
- Tim Hüfken (Groove box et collaboration artistique): Groove Box MC-808 et Sonar Sequencer
- Bertrand Lajaudie (programmation)
- Anne Parillaud-Jarre (voix dans le titre Beautiful Agony)

## Autour de l'album
À sa sortie, Téo et Téa est un échec commercial. Le style techno-dance floor très marqué de l'album a déconcerté une grande partie des fans de Jean-Michel Jarre, qui attendaient alors un album sur l'aviateur et écrivain Antoine de Saint-Exupéry.

## Sources
- Un article d'Aerozone à propos de Téo & Téa